# Миза Лаупа
Миза Лаупа (ест. Laupa mõis, нім. Laupa), заснована приблизно в 1630 р., спочатку належала фон Ферзенам, а в 1849 р. перейшла у володіння фон Таубе. Замість будинку, спаленого повстанцями в 1905 р., Отто фон Таубе наказав побудувати пишний і представницький панський будинок в стилі необарокко.
Архітектором будинку, зведеного в 1913 р. був Жак Розенбаум. Будинок характеризується мансардними кришами, террасами, розташованими з передньої і задньої сторони, і дуже численними ліпними прикрасами. Такий пишний будинок родині фон Таубе дозволила побудувати доля в Тюриській паперовій фабриці, заснованій в 1899 р., що принесла йому нечуваний прибуток.
В будинку мизи, експроприйованої в 1919 р., з 1922 р. діє школа. В 1999—2000 рр. будинок було відреставровано.